# 내 여동생이 이렇게 귀여울 리가 없어
《내 여동생이 이렇게 귀여울 리가 없어》(일본어: 俺(おれ)の妹(いもうと)がこんなに可愛(かわい)いわけがない 오레노 이모토가 곤나니 가와이이 와케가 나이[*])는 일본의 소설가인 후시미 츠카사가 집필하고 칸자키 히로가 삽화를 담당한 소설과 해당 소설을 바탕으로 제작한 만화와 드라마 CD, 애니메이션 작품을 말한다.
2008년 8월부터 아스키 미디어 웍스의 전격 문고를 통해 1권이 간행되었으며, 2013년 6월 일본 현지를 기준으로 12권이 발매되어 완결되었다. 이 외에도 이 작품을 바탕으로 한 만화가 이케다 사쿠라에 의해 연재 중이며, 2009년 10월 27일에 단행본이 출간되었다. 2010년 3월에 드라마 CD가 발매되었으며, 2010년 10월 3일부터 애니메이션의 방영이 시작되었다. 애니메이션의 2기인 《내 여동생이 이렇게 귀여울 리가 없어。》(일본어: 俺の妹がこんなに可愛いわけがない。 마지막에 “。”이 추가 되었다.)는 2013년 4월 7일부터 매주 일요일 0시에 방영되고 있다. 공식 약칭은 오레노이모토(俺の妹)이나, 오레이모(俺妹)로도 쓰인다. 대한민국에서는 내여귀(내 여동생이 이렇게 귀여울 리가 없어)라는 약칭을 쓴다.

## 개요
《내 여동생이 이렇게 귀여울 리가 없어》는 세련되고 드센 여동생이 숨겨온, "사실은 숨은 오타쿠(일본어: 隠れオタク 가쿠레 오타쿠[*])"라는 비밀을 알게 되면서, 사이가 좋지 않았던 여동생에게 휘둘리게 된 오빠의 분투를 그린 코미디성 작품이다. 청소년층을 목표로 한 작품으로, 여동생이 좋아하는, "이모토 모에"(일본어: 妹萌え, 여동생 성향)를 가진 남성을 위한 아케이드 게임을 이야기의 중심 소재로 삼아, 서로 어울리지 못하는 남매 관계의 변화를 그려간다는 식의, 홈코미디 구조의 이야기를 띠고 있다. 출간된 이후로 라이트 노벨 소설 중 상위권 인기를 누리고 있으며, 애니메이션판도 꾸준히 인기를 누리고 있다.
《내 여동생이 이렇게 귀여울 리가 없어》를 원작으로 하는 각종 광고 매체의 전개로서, 이케다 사쿠라가 그린 만화판이 아스키 미디어웍스에서 발행하는 《전격 G's magazine》에서 2009년 3월호부터 연재되고 있다. 2010년 3월에는 원작 소설의 내용에 오리지널 에피소드를 추가한 드라마 CD가 발매되었고, 2010년 10월에서 12월 사이에는 심야 텔레비전 애니메이션이 방영되었다. 또한, 2011년 1월에는 플레이스테이션 포터블 (PSP)용 게임 소프트가 발매되었다.

### 연혁
《내 여동생이 이렇게 귀여울 리가 없어》는 2007년 겨울 즈음까지 준비가 진행되고 있던 《네코시스》의 기획이 여러 사정으로 인해 잠시 중단된 사이에, 그 구상의 일부를 따오는 형태로 기획되었다. 편집자 미키 카즈마의 제안으로, 작가였던 후시미 츠카사의 작풍을 고려하여 "비일상적인 내용이 없는, 정말 보통의 일상" (일본어: 超常現象のない普通の日常 초조겐조 노 나이 후쓰 노 니치조[*]), "드센 여자아이" (일본어: 勝気な女の子 가치키 나 온나노코[*]), "오타쿠"라는 소재를 선택하였으며, 당시 회사 측에서 크게 기대를 가지고 있지 않았기 때문에 캐릭터의 설정도 전면적으로 자리 잡힌 임팩트를 중시했다. 그 후, 미키의 제안을 응용하는 형태로 설정의 구체화가 이루어져, 저자 후시미가 주도하는 형태로 집필이 이루어졌으나, 후시미가 장편 코미디를 쓰는 것은 처음이었기 때문에, 작풍의 변화를 의외로 받아들이는 독자들도 많았다고 한다. 후시미는 《내 여동생이 이렇게 귀여울 리가 없어》에 대해, 담당 편집자 미키 카즈마나 오하라 가즈노리와 함께 면밀하게 검토하고, 의견의 충돌을 반복한 끝에 생겨난 작품으로, 후시미 자신과 편집자 두 명, 그리고 일러스트를 맡은 칸자키 히로, 사실 상 4명이 만든 작품이라고 밝히고 있다.
또한 후시미는 "결코 대흥행을 목표로 한 작품은 아니었으며, 내 생애 마지막으로 내는 작품이라는 각오로 썼다"고 밝혔으며, 실제로 발매 직전 전격 문고에서의 취급도 소홀했다고 하나, 발매 후 곧바로 작품에서 여주인공 역할을 맡고 있는 여동생이 오타쿠 취향에 관한 정보를 모으는 데 쓰이고 있는 것이 실제로 개인의 뉴스 사이트라는 설정이 화제가 되어 (#웹 사이트와의 연동을 참조), 인터넷 상에서도 거대한 반향이 일어났다. 이러한 인기의 영향으로,《내 여동생이 이렇게 귀여울 리가 없어》는 애니메이션화가 발표된 2010년 5월 즈음에는 120만부가, 2010년 12월 즈음에는 280만부 가 팔려나갔다.

### 라이트 노벨의 구성
이야기는 주인공인 "오빠"의 1인칭 시점에서 진행된다. 각 권 4장 끝 부분 (제1장 ~ 제4장)까지에서, 각 권 제2장은 오빠의 소꿉친구인 타무라 마나미를 중심으로 하는 "마나미 루트"이며, 제4장은 각 권 내용의 절정 부분에 해당한다. 전격 문고판에는 컬러 삽화가 통상 8쪽 정도 삽입되어 있으며, 본편 중의 일러스트 외에, 각 장 사이에 애니메이션판의 캐릭터 설정 화풍을 설명하는 "캐릭터 파일"이 담겨 있다.
이야기의 전환 부분에 해당하는 제4권의 신간판에는 특제 질문지가 들어 있는데, 이는 제5권의 내용을 질문지 조사를 통해 결정하는 "독자 투표형 루트 분기 시나리오"였다. 하지만 정확히는 작가가 사전에 조사 결과를 예상하여 이야기를 써 내려가고 있었기 때문에, 작가는 자신의 예상과 다르다면 결과에 따라 내용을 다시 쓸 생각이었다고 밝혔다. 조사에 따라 내용이 결정된 제5권은 메인 히로인인 여동생 키리노가 거의 등장하지 않으며, 히로인 중 한 명인 쿠로네코를 중심으로 하여 내용이 전개되었으며, 제1권 표지를 패러디해, 쿠로네코가 메인 히로인처럼 나오는 그림이 실렸다. 8권에서는 쿠로네코와 쿄우스케가 사귀기 시작하여 여러 만남과 암묵적인 키리노와의 갈등 후 4장에서는 쿠로네코는 쿄우스케와 해어지기로 하지만 갑자기 돌연 떠나버린 쿠로네코와 그 때문에 너무나 힘들어하는 쿄우스케가 안쓰러웠던 키리노는 쿠로네코의 수학여행지까지 따라가 담판을 지으려 하고 키리노의 본심이 비슷하게 분출된다. 명장면이라 하면 쿄우스케가 키리노에 방에 와서 처음으로 인생 상담을 할 때 키리노는 뒤에서 쿄우스케를 안으며 "나는 네 편이니까 네가 아무리 못 말릴 못난 인간이라고 해도, 모든 사람들이 너를 버려도 나는 여기에 있어줄게, 마지막까지 걱정하고 꾸짖어줄게. 그러니까, 힘내! 오빠."라고 한 것일 것이다. 9권은 외전으로 여러 등장인물들의 시점에서 이야기를 풀어나간다. 마침내 쿄우스케는 자취하게 되고 그 이야기는 10권에 편찬될 예정이다. 4월 10일 10권이 발간될 예정이다. 4월 1일 내 여동생이 이렇게 귀여울 리가 없어의 애니메이션 2기를 공식 발표하였는데 이때 많은 사람들이 만우절을 의심했지만 그런 일은 일어나지 않았다.

### 내용
편집자 미키는 작품의 주축을, 히로인의 개성과 그 오빠인 주인공의 말투가 보여주는 재미라는 취지의 발언을 남기기도 했다. 히로인을 중심으로, 등장 인물들이 개성을 보이는 방법으로는, 부정적으로 파악하기 쉬운 특징을 매력으로 묘사해 내는 인물 조형이 대표적이다. 또한 이 작품은 부차적인 내용으로 오타쿠 문화에 관한 화제를 다루고 있지만, 이전에 나온 작품과는 다르게 독자들의 관심을 오타쿠 문화의 깊은 부분이나 인터넷의 여러 모습, 사람들이 이중적인 태도를 보이기 쉬운 성적 풍속 등의 화제로 나아가게 하는 의도도 있어, 원작에는 각종 사물을 나타내는 형태의 비유 표현으로서, 실제 성인 게임이 묘사되는 장면도 있다. 또, 애니메이션판에서는 제1화에 가공의 게임 작품을 섞기는 했지만 실제 게임 제목을 쓴 성인 게임이 등장하는 장면이 있으며, 잠깐동안 성인 게임 패키지가 노출되는 것을, 장면을 천천히 재생하면 확인할 수 있다. 실제 작품 제목이나 단체 이름, 웹사이트를 비롯한 고유 명사, 인터넷 용어들도 자주 등장한다. 또, 독자가 직접적으로 느끼고 있을 최근의 화제들을 작품에도 녹여낸다는 취지로, 특정 견해를 넣지 않는 한에서, 시사 문제를 취급하는 에피소드도 담겨 있다. 《내 여동생이 이렇게 귀여울 리가 없어》는 오타쿠 문화를 긍정적으로 묘사하는 한편으로, 인터넷을 중심으로 한 오타쿠 문화에서는 부정적으로 취급받고 있는, 휴대폰을 중심으로 배포되는 "휴대폰 소설"을 옹호하는 장면을 넣는 등, 다양한 현상에 대한 기존의 사회적 평가를 뒤집어, 그것들의 매력을 재확인시키려는 시도도 이루어졌다. 비판을 두려워하지 않고 새로운 히로인 조형이나 소재, 선전 수법을 개척한 것이나, 주류에 반하는 반문화적인 컨셉이, 작품의 지지에도 연결되었다고 분석하고 있다
작가는, 《내 여동생이 이렇게 귀여울 리가 없어》가 독자들에게 항상 충격을 주자는 방침으로《내 여동생이 이렇게 귀여울 리가 없어》의 내용을 전개해 나갔지만, 그러한 《내 여동생이 이렇게 귀여울 리가 없어》의 작풍은 언제 중지를 강요당할지 모르는 위태로운 것이기도 했다. 작가 후시미는 매번, 다음 권이 자신의 인생의 마지막 작품이 될 가능성을 염두에 두고, 항상 "이게 클라이맥스다"라는 생각으로 소설을 써 내려갔다고 밝혔다. 비록 실제로 소설을 다시 쓸 것을 강요당한 일도 몇 차례 있었다고 하지만, 후시미 자신이나 편집 담당인 미키가 그러한 비난에도 아랑곳하지 않고 새로운 히로인 형태나 소재, 선전 수법을 개척해 나간 것과, 주류를 거스르는 반문화적인 컨셉이, 작품의 지지로 이어졌다고 분석했다. 애니메이션판의 프로듀서를 맡은 이와가미 아쓰히로도, 이러한 "항상 무모해 실수를 저지르는" 후시미의 작풍을 "즐거움과 재미를 끊임없이 추구해 나가는 자세"라고 호평했다.

## 줄거리
분란 없는 평범한 삶을 지향하는, 고등학교 2학년에 재학 중인 소년 코우사카 쿄우스케는, 여동생 코우사카 키리노에게 몇 년 전부터 인사조차 받지 못하고, '쓰레기'를 보는 듯한 업신여기는 시선을 받는 관계가 되어 있었다. 쿄우스케 자신도, 자신에게 건방지고, 또 자신보다 비범한 능력을 가진 여동생을 싫어하게 되어, 두 사람 사이에는 차가운 관계가 계속될 것처럼 보였다.
그러나 어느 날, 쿄우스케는 자신의 집 현관에서, 코우사카 집안에서는 자신을 포함하여 누구도 볼 것 같지 않던 마법 소녀 애니메이션, 《작은 별☆마녀 메루루》 (일본어: 星くず☆うぃっちメルル 호시쿠즈☆윗치 메루루[*])의 DVD 케이스가 떨어져 있는 것을 발견하게 된다. 하지만, 그 DVD 케이스에는 《메루루》의 DVD가 아닌, 아케이드 게임 《여동생과 사랑을 나누자♪》 (일본어: 妹と恋しよっ♪ 이모토 도 고이 시요[*])의 CD가 들어있었다. 쿄우스케는 저녁 식사 자리에서, 아버지와 어머니에게 《메루루》에 대한 이야기를 넌지시 꺼내지만, 아버지와 어머니, 특히 경찰관 일을 하고 있는 아버지는 오타쿠에 대한 편견이 매우 강해, 부정적인 반응을 보일 뿐이었다. 단지, 한 사람, 갑자기 수상한 반응을 보인 사람은, 쿄우스케 스스로 생각하기에 가장 가지고 있지 않을 것 같던, 여동생 키리노였다.
잠시 후, 케이스의 주인이 키리노라고 확신하게 된 쿄우스케는, 자세한 것은 얘기하지 않은 채 DVD 케이스와 내용물을 키리노에게 돌려준다. 그러나 그 후 어느 날 저녁, 그때까지 쿄우스케에게 인사 한 번 하지 않던 키리노가 갑자기 "인생 상담 좀 부탁할게"라며 쿄우스케의 방에 억지로 들어와, 실은 키리노가 모에 애니메이션이나 "여동생을 사랑하는" 상황을 가정한 남성 취향 미소녀 게임을 수집하고 있었던 것이나, 그러한 작품에 등장하는 "모에 캐릭터"가 너무 좋아서 참을 수 없다는 것, 그리고 누구에게도 그런 걸 밝힐 수 없어 힘들어했다는 것을 고백한다. 쿄우스케는 곤경에 처한 여동생을 마음 편히 가볍게 대해 볼 생각으로, 그녀의 취미를 이해하는 것처럼 꾸며, 비밀을 지키고 곤란한 것이 있으면 힘이 닿는 데까지 도와주겠다는 거짓 약속을 한다. 그리고 귀찮은 일이 있을 때마다 다른 사람에게 떠맡길 생각으로, 인터넷의 소셜 네트워크 서비스에 가입할 것을 권하여, 여동생의 취미를 이해해 줄 "뒷친구"를 찾는 것을 도와주려 한다.
하지만 쿄우스케는 소셜 네트워크 서비스의 오프라인 모임을 통해 알게 된 "쿠로네코"나 "사오리 버지나" 등과의 교우 관계를 통해, 키리노가 취미에 대해 진지하다는 것과, 안타까울 정도의 정열을 알게 되어, 조금씩 자신의 생각을 고쳐가게 된다. 키리노가 좋아하는 작품 중에는 세상 사람들의 눈살을 찌푸리게 만들 것 같은 작품도 있었는데, 그런 것 때문에 주위 사람들과의 마찰도 일어나지만, 쿄우스케는 입으로는 여동생을 이유 없이 싫어하는 것처럼 말하고, 겉으로는 불편한 관계를 이어가고 있지만, 때로는 수치를 아랑곳 않고 여동생의 취미를 지키기 위해 분투하는 모습을 보이기도 하여, 무관심한 태도를 보이던 키리노와의 관계를 점점 변화시켜 나간다. 또한 쿄우스케 자신도, 여동생이 일으키는 여러 크고 작은 사건, 여름 코믹마켓 동행, 키리노가 쓴 휴대폰 소설의 출판 소동 등을 거쳐 지금까지 소꿉친구였던 "타무라 마나미"와의 좋은 관계에 안주해 있던 자신을 둘러싼 환경의 변화를 실감하게 된다.
이윽고 진급을 앞에 둔 키리노의 당돌한 미국 스포츠 유학행과, 쿄우스케 자신의 게임 연구회 가입을 거쳐 쿄우스케와는 다양한 사건을 통해 함께 분주하는 동료이기도 했던 쿠로네코와의 관계도 나아가게 된다. 한편으로 유학지에서 별다른 성과를 거두지 못해 고민하고 있던 키리노를 일본으로 데리고 돌아온 것을 계기로, 표면상으로는 계속 오빠를 싫어하고 있던 것처럼 보이던 키리노의 본심에 관한 이야기도 드러난다.
키리노가 일본에 돌아온 것은 유학이 힘들어서 돌아온 것이다. 하지만 사실 코우스케는 자신 때문에 와서 자신을 미워하지 않을까 걱정하지만 그것은 과분한 걱정이었다.
쿄우스케는 아야세에게 성희롱 만담도 하면서 키리노와 관련 있는 인생 상담도 해 주면서 서로에게 친밀도를 만들어 나간다. 카나코와도 친하게 지내면서 친밀도를 만들어 나간다. 또한 사오리의 과거, 즉 모이던 사람들의 이별 때문에 이에 대한 대체로 "오타쿠 소녀 모여라"를 만들게 된 과거도 깨닫게 된다. 마나미와도 친밀도를 높여 가면서 옛날처럼 같이 집에서 같이 자기도 하고 대화를 나누기도 하고 친하게 지낸다.
키리노와 인생 상담을 해 주면서 친밀도를 높여나간다. 사실 이는 어렸을 적에는 친했지만 쿄우스케가 같이 목욕하는 것을 거절하고 키리노와 거리를 두다가 자신이 본받고자 했던 이상적인 오빠인 쿄우스케의 모습이 사라지자 이에 실망한 나머지 오빠와 최소한의 의사소통을 제외하고는 아무 말도 하지 않게 된 것이다. 자신이 열심히 해서 육상도 공부도 잘하게 된 이유는 오빠인 쿄우스케를 뛰어넘기 위해서였으나 이상향이 사라지자 이에 대한 좌절로 말을 끊게 된 것이다. 하지만 이는 인생 상담으로 어느 정도 회복되었다.
나중에 코우스케는 쿠로네코와 사귀게 된다. 쿠로네코는 코우스케의 후배가 되었는데 이전에 사오리와의 활동을 통해서도 어느 정도 호감을 갖고 있었다. 그러다가 호감이 높아짐에 따라 쿠로네코, 즉 루리는 쿄우스케에게 고백을 하게 되고 잠시 사귀게 되나 헤어진다. 이 헤어짐 또한 의식의 일종이라는 이상한 말을 남긴 채 말이다.
쿄우스케와 키리노는 서로가 이성 친구를 사귀는 데에 속이 쓰려 한다. 쿄우스케의 경우에는 키리노가 남자친구 대역을 데려오자 진짜 남자친구인 줄 알고 내가 만족할 때까지는 못 사귄다고 했고, 키리노의 경우 속이 쓰려도 오빠의 행복을 위해 견딘다. 이러한 사건을 통하면서 서로에 대한 호감이 높아진다. 이 관계를 의심한 코우사카 가족의 부모님은 코우스케를 수험을 명목으로 자취방으로 보내버린다는. 하지만 키리노며, 아야세, 카나코, 루리, 사오리, 마나미가 와서 도와주며 결국 아야세가 이 기간 동안 잡일을 다 하고 감시도 한다.
자취가 끝나는 날 아야세는 코우스케에게 고백하지만 좋아하는 사람이 있다며 거절당한다. 루리의 경우에도 밤중에 고백하지만 차이자 자신이 이상으로 삼은 것을 그려놓은 공책을 찟는다. 시간이 흘러 쿄우스케와 키리노는 데이트를 하게 되는데 쿄우스케가 "좋아하는 사람이 있다"고 말을 하니 키리노는 도망친다. 하지만 관개를 회복한 사오리 자매의 도움을 키리노를 다시 찾아 고백하고 성공한다. 그리고 호텔에서 에로게를 하면서 하룻밤을 묵게 된다.
하지만 그날 카나코가 쿄우스케를 공연장으로 불러 공연 중에 고백한다. 당시 카나코는 메루루 코스프레로 높은 인기를 누리고 있었으나 거절한다. 그리고 즐거운 나날을 보내던 어느 날 코우스케와 키리노가 데이트하는 모습을 마나미가 보고 만다. 사실, 마나미와 키리노는 관계가 좋지 못하는데 이상의 오빠를 잃은 키리노가 마나미에게 조언을 구했을 때에 마나미는 원래 없었다고 답했기 때문이다. 이 둘의 싸움을 말리려는 쿄우스케는 남매끼리 사귀고 있음을 인정한다. 여기서 마나미는 남매끼리 사귀는 것은 징그럽고 결혼도 불가하지 않느냐며 나는 코우스케를 좋아해 왔다고 밝힌다.
졸업식 날, 남매는 가짜 결혼식을 올린다. 여기서 서로에게 키스하고 일반적 남매로 돌아가는데 그 이유는 애초에 사귈 때 졸업식 때까지만 사귀자고 약속했기 때문이다. 여기서 코우스케는 허전한 표정을 짓는다. 나중에 아키하바라로 외출한 코우스케는 키리노의 볼에 키스한다.

## 등장인물
다음의 등장인물 한글 이름 표기는 한국어 정식 발행판을 기준으로 한다.

### 코우사카가
코우사카 키리노(高坂 桐乃)
성우 - 타케타츠 아야나
쿄우스케의 여동생으로 14세인 중학교 2학년생이다. 신장은 165cm이고 체중은 45kg이며 성적은 현 내에서 몇 손가락 안에 꼽힐 정도로 매우 우수하다. 육상부의 에이스로 꼽힐 만큼 체력도 뛰어난 데다가 미모까지 빼어나, 패션 잡지의 전속 모델로도 활동하고 있다(동글동글한 얼굴은 패션 모델에 맞지 않아 콤플렉스를 가지고 있다.). 그러나 이런 완벽한 스펙에 불과하고 여동생물 에로 게임을 좋아하는 오타쿠이기도 하다. 작중에선 그 취미를 버릴 결심을 자주 했지만 성공한 적은 한 번도 없다. 모델 일로 큰 수입을 번 탓인지 오타쿠 용품 중 상당한 고가의 상품을 가지고 있으며 나중에 외국으로 유학 갈 때도 아버지가 인정해 주지 않자 자신의 돈으로 유학을 떠났다. 오빠인 쿄우스케를 싫어하지만 DVD 사건을 계기로 오빠에게 인생 상담을 하게 된다. 물론 인생 상담에 대부분은 자신의 부탁을 들어주는 것이다. 그렇게 인생 상담 및 여러 가지 에피소드를 지나고 난 후엔 오빠에 대한 심경이 변하지만, 표현을 하지 않았다. 그러나 후반엔 어떠한 사건을 계기로 자신이 브라더 콤플렉스란 것을 인정한다. 여담으로 코우사카 가족 내에선 오빠보다 여동생인 키리노에 치우쳐져 있다. 방의 크기도 오빠보다 여동생이 더 크고 집을 오래 비울 땐 여동생에게 돈을 맡기기도 하였다. 소설을 보면 매번의 시작이 키리노와 쿄우스케가 거실에서 마주하는 것인데 권을 넘어갈 때마다 키리노가 쿄우스케에게 하는 행동이 달라진다.
코우사카 쿄우스케(高坂 京介)
성우 - 나카무라 유이치
이 작품의 주인공으로, 17세인 평범한 고등학생이다. '인생은 평온'해야 한다며 평범한 인생을 살고 싶어 한다. 신장은 175cm이고 체중은 70kg이다. 2학년으로 등장해서 4권 때에 3학년으로 진학하게 된다. 자신도 그렇고 여동생 또한 서로가 서로를 싫어한다 생각했고 쿄우스케도 여동생을 없는 사람인 체 행동하고 다녔다. 그러나 여동생이 요청한 인생 상담을 계기로 심경의 변화를 겪었으며 자신은 계속 여동생을 끔찍이 싫어한다. '여동생은 질색이다' 하면서 여동생에게 어떠한 문제가 생겼을 경우에 어떠한 수단을 동원해서라도 도와주고 해결해 준다. 키리노가 외국으로 유학해 힘들어하고 있을 땐 직접 찾아가 외롭다며 데려오는 등 1년 전만 해도 못 했을 짓을 하며 도와준다. 그리고 키리노가 오빠의 진심을 알고 싶다며 가짜 남자친구를 데려왔을 땐 여동생은 절대 못 넘겨주겠다라며 자신이 시스터 콤플렉스란 것을 인정한다. 그 사건 후엔 그렇게 싫어하고 짜증 내던 여동생에게 장난을 치거나 여동생과 찍은 사진을 휴대폰에 붙이는 등 여동생에 대한 애정 표현을 하기도 했다. 쿄우스케가 마나미에 대해, '마나미가 곁에 있으면 왠지 모르게 기분이 좋다.'라고 말한 적이 있고, 또한, 쿄우스케의 제1의 상담 상대이기도 하다.
코우사카 다이스케(高坂 大介)
성우 - 타치키 후미히코
쿄우스케와 키리노의 아버지이다. 쿄우스케의 말에 따르면 아버지 성격은 모든 면에서 완고하다고 한다. 또한, 자신의 성격을 딸인 키리노에게 물려준 듯하다. 경찰관이라는 직업 때문인지, 오타쿠 취미를 성범죄를 유발하게 하는 의심스러운 것으로 생각하고 있다. 쿄우스케가 오타쿠 문화를 잘못 이해하고 있다고 지적한 이후로, 그것과 관련된 것들을 항상 확인하고 있다. 딸의 모델 활동을 싫어한다고 하면서 딸의 잡지의 사진을 오려서 보관해 두기도 하고 직접 돈 벌며 자신의 할 것을 하는 딸을 인정해 주기도 한다.
코우사카 요시노(高坂 佳乃)
성우 - 와타나베 아케노
쿄우스케와 키리노의 어머니이다. 아버지인 코우사카 다이스케와 달리 평온한 성격을 지니고 있다. 쿄우스케의 방 안 침대 아래에 성인물이 있는 것을 알고 있다. 아버지 성격을 키리노가 물려받은 것처럼, 어머니 성격은 쿄우스케가 물려받은 듯하다.

### 타무라가
타무라 마나미(田村 麻奈実)
성우 - 사토 사토미
쿄우스케와 같은 반 학생이자 소꿉친구이다. 신장은 160cm이고 체중은 50kg이며 다소 맹한 구석이 있다. 쿄우스케가 마나미에 대해, '마나미가 곁에 있으면 왠지 모르게 기분이 좋다.'라고 말한 적이 있고, 또한, 쿄우스케의 제1의 상담 상대이기도 하다. 일본식 전통 제과점인 '타무라 제과점'이 집이다. 그 영향 때문인지 제과나 요리에 능숙하다. 안경을 항상 착용하며, 안경을 벗으면 시력이 0.1 이하이다. 영어 단어를 말할 때, 일본식 영어 발음이 되는 말버릇이 있다.
타무라 이와오(田村 いわお)
마나미의 남동생으로 신장은 163cm이고, 체중은 52kg이다. 키리노와 나이는 같지만 학교가 다르다. 마나미에 못지않게 맹한 성격이고, 다양한 취미를 지녔다.
'록(Rock)'이라는 별명을 가지고 있다.
타무라 남매의 할아버지
마나미와 이와오의 할아버지로, 쿄우스케와 안면이 있는 사이이다.
타무라 남매의 할머니
마나미와 이와오의 할머니로, 쿄우스케가 올 때마다 사위 대접하듯이 대접한다.
타무라 남매의 아버지
마나미와 이와오의 아버지로, 가게의 일을 무조건 쿄우스케에게 도움받으려고 하는 등 쿄우스케와는 안면이 깊다.

### 서브컬처계의 사람들
사오리 바지나(沙織・バジーナ) / 마키시마 사오리(槇島 沙織)
성우 - 나바타메 히토미
중학교 3학년생으로 필명은 사오리 바지나이고, 본명은 6권에서 처음으로 나왔다. 신장은 180cm이고 체중은 61kg으로 눈이 빙빙 돌아가는 듯한 안경에 포스터가 삐져나온 가방을 짊어지는 전형적인 아키바계의 패션을 하는 것이 특징이다. 키리노를 비롯한 일행에게는 오타쿠적인 어조로 이야기하지만, 인터넷상에는 아가씨 같은 고급스러운 어조로 이야기한다. 사실 실제로는 고급스러운 부자집 아가씨이지만 언니가 오타쿠 취미가 여동생인 사오리에게 전해진 것이다. 그리고 언니의 오타쿠 친구들과도 즐겁게 지냈지만 그 무리의 리더인 언니가 빠짐으로써 한명 한명 나가게 되고 큰 슬픔에 빠진다. 그러나 자신의 그것과 같은 무리의 리더가 되면 아무도 자신의 곁을 떠나지 않을 것이라 생각해 '오타쿠 소녀 모여라-'라는 모임을 주체하고 이끌어 나간다. 그러나 원래 리더십이 부족한지라 자신의 모습을 감추고 오타쿠 복장을 함으로써 활기 넘치고 리더십 있는 사람을 연기한다. 오프라인 모임을 어색해하던 키리노와 쿠로네코를 2차 모임으로 이끌 정도로 배려심이 크다. 친구가 자신의 곁을 떠나는 것에 트라우마가 있는지라 키리노가 아무 말 없이 외국으로 유학 갔을 땐 슬픈 모습을 감추지 못했다. 그 후에도 쿠로네코와 키리노 쿄우스케와의 친구 관계가 깨질까 봐 조마조마한다.
쿠로네코(黒猫) / 고코우 루리(五更 瑠璃)
성우 - 하나자와 카나
중학교 3학년생으로, 쿠로네코라는 필명을 지녔고, 본명은 5권에서 처음으로 나왔다. 신장은 160cm이고 체중은 43kg으로 왼쪽 눈가에 눈물점이 있는 것이 특징이다. 동아리나 개인 블로그도 가지고 있는 데다가 높은 게이머 실력을 지닌 등 키리노 이상의 오타쿠이지만, 남을 업신여기는 중2병적인 말이 많아 좀처럼 교우 관계가 형성되지 못하고 있다. 때문에 키리노를 처음 만나서 자신이 좋아하는 애니메이션에 대해 비방을 받았을 땐 심한 말다툼이 일어나기도 했었다. 키리노가 3학년이 되는 해에, 쿄우스케가 다니는 고등학교에 입학하였지만, 여기에서도 제대로 된 교우 관계를 만들지 못해 쿄우스케가 염려하여 쿄우스케가 부활동에도 가입시키는 등 많은 도움을 주었다. 키리노일로 쿄우스케와 잦은 만남이 있었던지라 쿄우스케에게 호감이 있었고 쿄우스케의 다정한 배려심과 자신을 여동생 대용품이 아니라고 생각하며 오빠보다 선배라는 말이 좋다는 등으로 인해 쿄우스케에 대한 사랑을 품게 되었다. 그 후에 쿄우스케에게 고백을 하였고 결국 쿄우스케와 연인의 관계가 됨으로써 행복한 나날을 보냈지만 키리노의 진심(오빠를 다른 여자에게 떠나보내고 싶지 않은 마음)을 알고서도 자신을 선택할 건지에 대해 쿄우스케에게 물어봤지만 대답을 들으면 절망감에 빠질 것 같아 결국 대답을 듣지 못하고 쿄우스케와 헤어진다. 그러나 쿄우스케에게 다만 이것은 '전략적 후퇴'라며 아직 사랑한다는 표현을 하기도 하였다.
쿠마가이 류노스케(熊谷 龍之介)
미디어스 키웍스 제2편집부의 편집자로, '모바일 서적과'와 '전격문고 편집과'에 속해있어 이오리도 맡고 있다.
이오리 페이트 세츠나(伊織・F・刹那)
성우 - 이토 시즈카
전격문고의 여성 작가로 10년간 조수 일을 해오다 데뷔하였다. 현재 나이는 20대 중반으로 이전에는 쿠로네코와 같은 부류의 소설을 쓰고 있어 성격 또한 비슷한 점이 많다. 키리노의 휴대폰 소설 도작 관련 사건 때문에 키리노 일행과 서로 만나게 되었으며 이후로는 여러 가지 협력을 해주는 역할을 하게 되었다.
애니메이션에서는 원작 소설과는 달리, 키리노의 핸드폰 소설을 출판해 준 회사의 편집자로 등장한다.
호시노 쿠라라(星野 くらら)
성우 - 타무라 유카리
'스타더스트☆위치 메루루'의 주인공인 '메루루'를 맡은 성우이며 인기가 많다. 키리노도 팬으로 사인받으러 간 적이 있다. '스타더스트☆위치 메루루 공식 코스프레 대회'에서는 2년 연속으로 사회를 보고 있다.
브리짓(ブリジット)
성우 - 쿠노 미사키
영국 출신의 10세 소녀로 '스타더스트☆위치 메루루 공식 코스프레 대회'에 등장하는 '알파・오메가'란 캐릭터를 코스프레해 제1회 대회에서 우승했었다.

### 코우사카 남매의 친구들
아라가키 아야세(新垣 あやせ)
성우 - 하야미 사오리
키리노의 친구로 신장은 166cm이고 체중은 44kg이다. 키리노와 함께 패션 잡지의 모델 일을 하고 있다, 처음으로 모델 활동을 시작했을 때에는 키리노에게 이것저것 배우면서 활동을 해왔고, 그 외에 공부할 때 키리노에게 배우기도 하였다. 이러한 점 때문에 키리노를 동경하고 있다.
쿠루스 카나코(来栖 加奈子)
성우 - 타무라 유카리
키리노의 친구로 신장은 148cm에 체중은 39kg이다. 몸집이 작고 머리는 트윈 테일(twin tail)을 하고 있으며, '스타더스트☆위치 메루루'의 '메루루'를 닮은 모습을 하고 있다. 하지만 귀여운 이미지와는 다르게 몰래 흡연을 하여 물의를 빚기도 하였다.
아카기 코우헤이(赤城 浩平)
성우 - 마지마 준지
쿄우스케의 친구로 갈색의 단발 머리가 특징이다. 쿄우스케와 마나미의 관계에 대해 의심을 품고 있다.
여동생이 BL, 호모를 좋아한다.
아카기 세나(赤城 瀬菜)
코우헤이의 여동생으로 쿄우스케가 3학년이 되는 신학기 때부터 등장하였고 게임 연구회에 가입하면서 쿄우스케와 만나게 된다. 쿠로네코와는 같은 반 친구임에도 서로 사이가 나쁘다. 쿠로네코가 속한 반의 반장이자 외관 역시 전형적인 반장의 모습을 하고 있지만 그 실체는 남자와 남자의 동성 연애를 좋아하는 중증의 부녀자로 BL, 호모를 좋아해 환영회 때 게임 연구회 부원들을 매우 당황하게 했다.

## 용어 정보
이 작품에서는 실제로 존재하는 회사나 이벤트, 혹은 홈페이지 등의 명칭이 많이 등장하지만, 여기서는 실존하지 않고 순수하게 작품 속에서만 나온 것을 적었다. 명칭은 한국어 정식 발행판을 기준으로 한다.
스타더스트☆위치 메루루
어린이용 배틀계 마법소녀물의 애니메이션으로, DVD까지 큰 인기를 끌고 있는 작품이다. 키리노가 가장 좋아하는 애니메이션이기도 하다. 매주 목요일에 방송되고 제2기까지 제작이 진행되고 있으며, 특히 전투 장면의 정평이 큰 편이다. 초등학교 4학년인 소녀, 아카보시 메루가 '프리티 스타'라는 별에서 온 무리와 함께 '마성물(이블 스타)'로부터 지구를 지키기 위해서 싸운다는 내용으로 이루어져 있다. '메루루'라는 이름은 아카보시가 마법으로 변신했을 때의 이름이다. 주요 내용은 '우정'인 것으로 보인다. 주제가는 일명 '중독성 노래'라고 하여, 아슬아슬한 묘사도 많이 다루어지고 있다.
여동생과 사랑하자♪
여동생을 주 내용으로 다룬 모에계의 성인용 어드벤처 게임이다. 제작 담당은 '아리스+'로 '여동생 메이커 EX'의 시리즈 중 하나이다. 총 6명의 여동생으로 여주인공이 구성되어 있으며, 녹음도 되어있다. 그림은 다수의 원화가가 담당한 것으로 보이며 성인판 외에도 전 연령판이 발매되고 있다.
진매대섬 시스칼립스
'아리스+'에서 제작한 성인용 게임으로, 애칭은 '시스칼리'이다. 어드벤처 게임의 형태이지만, 육성 단계에서 여주인공들을 육성하여, 배틀 단계에서 대전하는 형태의 독특한 구성으로 이루어져 있다. 대전에서 승리하면 패배한 캐릭터의 의상이 사라지며(PC 판 한정), 배틀은 3D 영상으로 구현되고 있다. 또한, 온라인에 연결하여 전국의 사용자들과 대전할 수 있는 것이 특징이다. 격투 단계에서는 이후에 새로운 요소를 추가하여 아케이드판으로서 출시되었으며, 여기에 한층 더 높은, 아케이드판의 추가 요소에 광범위한 캐릭터의 편집 기능을 탑재한 Append 판 '신매대섬 시스칼립스α'가 발매되기도 하였다. 명칭은 후루하시 히데유키의 소설인 초매대전 시스마게돈에서 따왔다.
MASCHERA ~타락한 짐승의 통곡~
TV 애니메이션 작품으로, 장르는 다크 히어로 서스펜스계이다. 쿠로네코가 가장 좋아하는 애니메이션이기도 하다. '스타더스트☆위치 메루루'와 같은 시간대에 방영되며, 이 애니메이션 역시 제2기까지 제작되고 있다. 중후한 설정과 진지한 줄거리로 많은 인기를 얻고 있지만, 한편으로는 '중2 병 애니메이션'이라는 평가 또한 받고 있다. 덧붙여 이 작품의 팬인 쿠로네코가 입은 고스로리의 의상은 이 작품의 등장인물인 '퀸 오브 나이트메어'을 따라한 것이다.

## 작품 해설

### 작품 속의 남매 관계
원작에서는 코우사카 코우스케를 서술자로 하는 1인칭 시점으로 내용이 전개되며, 서술자는 독자의 존재를 인식하고 있다. 서술자 쿄우스케 자신은 독자에게, 내용을 서술하면서 종종 여동생과의 불화 관계를 강조하고, 공감을 부탁하며, 자신은 여동생 키리노를 싫어하고 있고, 그처럼 키리노도 자신을 싫어할 것이라고 설명한다. 쿄우스케가, 자신이 싫어하고 있을 터인 키리노를 위하여 분투하는 이유는 복잡한데, 쿄우스케 자신도 잘 설명하기 어려운 감정, 오빠으로서의 의무감, 한번 한 약속은 지켜야 된다는 생각, 질투의 반대, 자기 만족을 위한 "절개" 등이 그 이유들로 뽑히고 있다.
쿄우스케는 비록 여동생을 매우 싫어하지만, 여동생을 소중한 가족으로 생각하며, 오빠으로서 지켜줘야 할 대상으로서 감싸고 있다고 밝힌다. 저자 후시미는 쿄우스케의 이러한 행동에 대한 동기에 대하여, "키리노는 싫어하지만, 여동생은 좋아한다"라는 식으로 설명했다.
한편으로 서술자 쿄우스케는 여동생의 본심을 붙잡아두고 있는데, 쿄우스케의 입장에서는 오빠를 싫어하는 것처럼 보이는 키리노가, 실은 오빠에게 어떤 감정을 품고 있지는 않은가에 대해서, 명확히 밝혀지지 않은 채 이야기가 진행된다. 이것의 진상에 관해서는 집필 개시 시점부터 후시미와 편집자 미키 사이에서 견해가 갈리고 있었는데, 미키가 키리노는 일명 "츤데레"라기보다는, 애당초 오빠를 진심으로 싫어하고 있다는 해석에 바탕을 두고 의견을 냈지만, 후시미는 키리노가 내심으로는 처음부터 오빠에 대해 호감을 가지고 있었다는 식으로 해석할 수 있다는 묘사를 의식하여 제1권을 써 내려갔다. 그 후의 전개는, 당초의 구상과는 상관이 없는 빠태로의, 관계성의 변화도 이루어져, 실제로 키리노가 갖고 있는 감정이 어떤 것인지는, 다른 등장 인물과의 인간관계와도 엮여있는 등, 작품 속의 수수께끼 중 하나로 남아 있다.
저자 후시미는, 이 작품에서 묘사하고 있는 내용은 어디까지나 믿을 수 없는 화자(일본어: 信頼できない語り手 신라이 데키나이 가타리테[*])로 설정된 쿄우스케의 주관에 따른 것이며, 진실과는 크게 동떨어져 있음을 설명했는데, 독자가 작품에서 화자의 오해가 들어가 있는 내용을 따라 읽는 것으로 재미를 느낄 수 있는 부분으로서 넣었다고 이러한 내용 전개의 취지를 설명했다. 편집자 미키는, "미움"이라는 감정은 좋아한다는 것의 반대가 아닌, 상대에 대한 관심의 한 갈래로, 다양한 감정이 들어간 개념이라고 설명하여, 작품 속에서 묘사되는 것은 보통은 서로를 싫어하지만, 가끔은 서로를 걱정해 주는 남매의 유대라고 밝혔다.
만화판과 애니메이션판에서는 원작에서 자세히 묘사하던 서술자의 심리 묘사를 배제하는 한편, 원작 속에서는 밝혀지지 않았던 키리노의 표정의 변화와, 키리노의 시점 등도 묘사하고 있다. 애니메이션판의 각본을 맡은 구라타 히데유키는, 키리노는 겉으로는 말하지 않지만, 내심으로는 오빠에게 "홀딱 반한" 상태라고 해석하여, 원작의 독자와 애니메이션의 시청자도 그렇게 해석하는 경향이 있다.

## 도서 정보

### 소설
2008년 8월 10일부터 아스키 미디어 웍스의 전격 문고를 통해 소설이 발간 중이며, 대한민국에서는 대원씨아이가 NT 노벨을 통해 2009년 6월 10일부터 한국어로 정식 발매되었다.
- 제1권
  - 일본 : 2008년 8월 10일 발매 / ISBN 978-4-04-867180-4
  - 대한민국 : 2009년 6월 10일 발매 / ISBN 978-89-252-4685-7

- 제2권
  - 일본 : 2008년 12월 10일 발매 / ISBN 978-4-04-867426-3
  - 대한민국 : 2009년 7월 15일 발매 / ISBN 978-89-252-4839-4

- 제3권
  - 일본 : 2009년 4월 10일 발매 / ISBN 978-4-04-867758-5
  - 대한민국 : 2009년 10월 15일 발매 / ISBN 978-89-252-5253-7

- 제4권
  - 일본 : 2009년 8월 10일 발매 / ISBN 978-4-04-867934-3
  - 대한민국 : 2010년 1월 10일 발매 / ISBN 978-89-252-5656-6

- 제5권
  - 일본 : 2010년 1월 10일 발매 / ISBN 978-4-04-868271-8
  - 대한민국 : 2010년 5월 10일 발매 / ISBN 978-89-252-6289-5

- 제6권
  - 일본 : 2010년 5월 10일 발매 / ISBN 978-4-04-868538-2
  - 대한민국 : 2010년 10월 19일 발매 / ISBN 978-89-252-6974-0

- 제7권
  - 일본 : 2010년 11월 10일 발매 / ISBN 978-4-04-870052-8
  - 대한민국 : 2011년 4월 15일 발매 / ISBN 978-89-252-7624-3

- 제8권
  - 일본 : 2011년 5월 10일 발매 / ISBN 978-4-04-870486-1
  - 대한민국 : 2011년 8월 12일 발매 / ISBN 978-89-252-8373-9

- 제9권
  - 일본 : 2011년 9월 10일 발매 / ISBN 978-4-04-870813-5
  - 대한민국 : 2012년 1월 15일 발매 / ISBN 978-89-252-9258-8

- 제10권
  - 일본 : 2012년 4월 10일 발매 / ISBN 978-4-04-886519-7
  - 대한민국 : 2012년 8월 15일 발매 / ISBN 978-89-6725-359-2

- 제11권
  - 일본 : 2012년 9월 10일 발매 / ISBN 978-4-04-886887-7

- 제12권
  - 일본 : 2013년 6월 7일 발매 / ISBN 978-4-04-891607-3

### 만화
만화가 이케다 사쿠라의 그림으로 아스키 미디어 웍스의 잡지인 전격 G's magazine에서 2009년 3월호부터 연재하고 있다. 2009년 10월 27일에 단행본으로 1권이 출간되었다. 대한민국에서는 대원씨아이를 통해 2010년 5월 18일에 한국어판으로 정식 발매되었다.
- 제1권
  - 일본 : 2009년 10월 27일 발매 / ISBN 978-4-04-868172-8
  - 대한민국 : 2010년 5월 18일 발매 / ISBN 978-89-252-6203-1

- 제2권
  - 일본 : 2010년 8월 27일 발매 / ISBN 978-4-04-868732-4
  - 대한민국 : 2010년 12월 15일 발매 / ISBN 978-89-252-7042-5

- 제3권
  - 일본 : 2010년 12월 20일 발매 / ISBN 978-4-04-870111-2
  - 대한민국 : 2011년 4월 15일 발매 / ISBN 978-89-252-7593-2

- 제4권
  - 일본 : 2011년 4월 27일 발매 / ISBN 978-4-04-870480-9
  - 대한민국: 2011년 7월 27일 발매 / ISBN 978-89-252-8143-8

## 드라마 CD
아스키 미디어 웍스로부터 이 작품을 음성화한 드라마 CD가 2010년 4월 25일에 발매되었다. 이 CD에는 3개의 시나리오가 수록되었는데 이 중 2개의 시나리오는 원작 소설(1권 3장, 3권 1장)을 음성화한 것이며, 나머지 하나는 소설 작가인 후시미 츠카사의 신작이 수록되었다. 덮개에 그려진 삽화는 소설에서 삽화를 담당했던 칸자키 히로가 맡았다.

## 애니메이션
2010년 5월에 일본을 기준으로 발매된 소설의 6권에 둘러진 띠지 등에서 애니메이션 제작 결정이 정식으로 언급되었다. 2010년 10월 3일부터 TOKYO MX 등의 방송사를 통하여 방영이 시작되었으며, 제작은 'AIC Build'(AIC의 하위 상표 이름)에서 담당하였다.
1기 애니메이션의 인기에 힘입어 2기도 제작되었다. 총 16화로 이루어져 있으며, Final 버전 14~16화로 나뉘어 있다.
대한민국에서는 애니플러스가 일본어 음성에 한국어 자막을 덧씌운 형태로 제공하고 있다.

### 스태프
|                     | 제1기                                                    | 제2기                                                    |
| ------------------- | -------------------------------------------------------- | -------------------------------------------------------- |
| 원작                | 후시미 츠카사                                            | 후시미 츠카사                                            |
| 기획                | 鈴木一智, 타후 나오히로                                  | 鈴木一智, 타후 나오히로                                  |
| 기획                | 나츠메 코이치로, 우노자와 신                             | 이와카미 아츠히로, 쿠니사키 히사노리                     |
| 감독                | 칸베 히로유키                                            | 칸베 히로유키                                            |
| 시리즈 구성         | 쿠라타 히데유키                                          | 쿠라타 히데유키                                          |
| 각본                | 쿠라타 히데유키, 후시미 츠카사                           | 쿠라타 히데유키, 후시미 츠카사                           |
| 슈퍼바이저          | 카와구치 케이이치로                                      | 빈칸                                                     |
| 캐릭터 디자인       | 오다 히로유키                                            | 오다 히로유키                                            |
| 프롭 디자인         | 이시모토 타카히로                                        | 이시모토 타카히로                                        |
| 미술 설정           | 이즈미 히로시                                            | 이시모토 타카히로                                        |
| 미술 감독           | 에토 코지                                                | 오카모토 코지                                            |
| 색채 설계           | 스에나가 야스코                                          | 스에나가 야스코                                          |
| 촬영 감독           | 이마이즈미 히데키                                        | 빈칸                                                     |
| 촬영 감독           | 시다라 노조미                                            |                                                          |
| 편집                | 우츠노미야 미사키                                        | 히다 아야                                                |
| 음향 감독           | 모토야마 사토시                                          | 모토야마 사토시                                          |
| 음악                | 코사키 사토루                                            | 코사키 사토루                                            |
| 프로듀서            | 미키 카즈마, 카나니와 코즈에                             | 미키 카즈마, 카나니와 코즈에                             |
| 프로듀서            | 이와카미 아츠히로 고카 카즈노리                          | 카시와다 신이치로 후타미 요스케                          |
| 애니메이션 프로듀서 | 오우기 지유                                              | 카토 준                                                  |
| 애니메이션 제작     | AIC Build                                                | A-1 Pictures                                             |
| 제작                | 애니플렉스, 아스키 미디어 웍스, 반다이 남코 게임스, 무빅 | 애니플렉스, 아스키 미디어 웍스, 반다이 남코 게임스, 무빅 |

### 방영 목록
부제의 풀이는 애니플러스의 표기를 따른다.
| 화수          | 부제 (원제/풀이) | 각본            | 그림 콘티                       | 연출              | 작화감독 | 총작화감독                                                                 | 엔딩 일러스트 |
| 제1기         | 제1기 | 제1기           | 제1기                           | 제1기             | 제1기 | 제1기                                                                      | 제1기         |
| ------------- | --- | --------------- | ------------------------------- | ----------------- | --- | -------------------------------------------------------------------------- | ------------- |
| 제1화         | 俺が妹と恋をするわけがない (내가 여동생과 사랑할 리가 없어) | 쿠라타 히데유키 | 카와구치 케이이치로             | 코베 히로유키     | 타니가와 류스케 나가타 마사미 | 이시다 카나                                                                | BUNBUN        |
| 제2화         | 俺が妹とオフ会に行くわけがない (내가 여동생과 오프라인 모임에 갈 리가 없어)                                                                                               | 쿠라타 히데유키 | 카와구치 케이이치로             | 키타하타 토오루   | 츠루타 히토미 | 이시다 카나 카와카미 테츠야                                                | 브리키        |
| 제3화         | 俺の妹がこんなに可愛いわけがない (내 여동생이 이렇게 귀여울 리가 없어) | 쿠라타 히데유키 | 와타나베 테츠야                 | 와타나베 테츠야   | 카와무라 코우스케 | 카와카미 테츠야                                                            | Na-Ga         |
| 제4화         | 俺の妹が夏コミとか行くわけがない (내 여동생이 여름 코믹페어 따위에 갈 리가 없어)                                                                                          | 쿠라타 히데유키 | 요시무라 메구미                 | 요시무라 메구미   | 이가이 카즈유키 나가타 마사미 쉔 홍 | 카와카미 테츠야                                                            | 히다리        |
| 제5화         | 俺の妹の親友がこんなに××なわけがない (내 여동생의 친구가 이렇게 XX할 리가 없어)                                                                                           | 쿠라타 히데유키 | 카와구치 케이이치로             | 마치야 슌스케     | 시마다 사토시 오카자키 히로미 사코 소우이치로우 | 카와카미 테츠야                                                            | 미츠미 미사토 |
| 제6화         | 俺の幼馴染みがこんなに可愛いわけがない (내 소꿉친구가 이렇게 귀여울 리가 없어)                                                                                            | 쿠라타 히데유키 | 츠루다 히토미                   | 츠루다 히토미     | 고토 노조무 | 이시다 카나                                                                | 아오키 우메   |
| 제7화         | 俺の妹がこんなに小説家なわけがない (내 여동생이 이렇게 소설가다울 리가 없어)                                                                                              | 쿠라타 히데유키 | 사토 히로유키                   | 사토 히로유키     | 타니가와 류스케(A파트) 요시카와 마호(B파트) | 카와카미 테츠야                                                            | 우키 아츠야   |
| 제8화         | 俺の妹がこんなにアニメ化なわけがない (내 여동생이 이렇게 애니메이션 같을 리가 없어)                                                                                       | 쿠라타 히데유키 | 사노 타카시                     | 시미즈 사토시     | 미즈타니 마미코 나카무라 모토코 | 이시다 카나                                                                | CHAN×CO       |
| 제9화         | 俺の妹がこんなにエロゲー三昧なわけがない (내 여동생이 이렇게 어덜트 게임에 빠질 리가 없어)                                                                                | 후시미 츠카사   | 마스나리 코우지                 | 우이 요시카즈     | 스기모토 코우지 김영식 | 카와카미 테츠야                                                            | 포요용롯쿠    |
| 제10화        | 俺の妹がこんなにコスプレなわけがない (내 여동생이 이렇게 코스프레를 할 리가 없어)                                                                                         | 쿠라타 히데유키 | 요시무라 메구미                 | 요시무라 메구미   | 콘도 나츠코(A파트) 허재선(B파트) 김기남(B파트) | 이시다 카나                                                                | 이토 노이지   |
| 제11화        | 俺の妹がこんなにメイドなわけがない (내 여동생이 이렇게 메이드같을 리가 없어)                                                                                              | 쿠라타 히데유키 | 와타나베 테츠야                 | 와타나베 테츠야   | 이시마루 켄이치 시키시마 히로히데 나가타 마사미 오오스기 나오히로 타니가와 류스케                                                                     | 카와카미 테츠야                                                            | WADA RCO      |
| 제12화 (GOOD) | 俺の妹の人生相談がこれで終わるわけがない GOOD END (내 여동생의 인생 상담이 이렇게 끝날 리가 없어)                                                                         | 쿠라타 히데유키 | 코가와 요리야스                 | 츠루다 히토미     | 사코 소이치로 코마츠 아사미 고토 노조무 | 이시다 카나                                                                | VOFAN         |
| 제12화 (TRUE) | 俺の妹の人生相談がこれで終わるわけがない TRUE ROUTE (내 여동생의 인생 상담이 이렇게 끝날 리가 없어)                                                                       | 쿠라타 히데유키 | 코가와 요리야스                 | 츠루다 히토미     | 사코 소이치로(A파트) 코마츠 아사미(A파트) 고토 노조미(B파트)                                                                                          | 이시다 카나 카와카미 테츠야(A파트) 나카무라 나오토(A파트) 지미 스톤(B파트) |               |
| 제13화        | 俺の後輩がこんなに腐ってるわけがない (내 후배가 이렇게 타락했을 리가 없어)                                                                                                | 쿠라타 히데유키 | 안도 타카시                     | 안도 타카시       | 나가타 마사미 소마 미츠루 나카하라 키요타카 | -                                                                          |               |
| 제14화        | 俺の後輩がこんなに可愛いわけがない√(내 후배가 이렇게 귀여울 리가 없어) | 쿠라타 히데유키 | 코가와 요리야스 마츠조노 히로시 | 오쿠노 코타       | 요시카와 마호 | -                                                                          |               |
| 제15화        | 俺の妹がこれで最終回なわけがない (내 여동생이 이걸로 마지막일 리가 없어)                                                                                                  | 쿠라타 히데유키 | 칸베 히로유키                   | 칸베 히로유키     | 타니가와 료스케 키타지마 노부유키 코타니 쿄코 칸베 히로유키                                                                                           | 하나우에 쇼고                                                              |               |
| 제2기         | |                 |                                 |                   | |                                                                            |               |
| 제1화         | 俺の妹が再び帰ってくるわけがない (내 여동생이 다시 돌아올 리가 없어) | 쿠라타 히데유키 | 칸베 히로유키                   | 칸베 히로유키     | 와타나베 케이스케 지미 스톤(메루루) | 이시다 카나                                                                |               |
| 제2화         | 信じて送り出したお兄さんが 携帯美少女ゲームにドハマリして セクハラしてくるようになるわけがない (믿고 배웅하던 오빠가 휴대폰 미소녀 게임에 빠져 성희롱을 저지를 리가 없어) | 후시미 츠카사   | 칸베 히로유키                   | 니시카타 야스히토 | 사토 미치오 | 이시다 카나                                                                |               |
| 제3화         | 俺の友達が眼鏡を外すわけがない (내 친구가 안경을 벗을 리가 없어) | 쿠라타 히데유키 | 야마다 히로카즈                 | 야마다 히로카즈   | 토쿠다 켄로 | 와타나베 케이스케                                                          |               |
| 제4화         | 俺の妹のライバルが来日するわけがない (내 여동생 라이벌이 일본에 올 리가 없어)                                                                                             | 쿠라타 히데유키 | 사이토 테츠히토                 | 치바 다이스케     | 홍석표 지미 스톤(메루루) | 이시다 카나                                                                |               |
| 제5화         | 俺が妹の彼氏なわけがないし、 俺の妹に彼氏がいるわけがない (내가 여동생 남친일 리가 없고 내 여동생한테 남친이 있을 리가 없어!)                                             | 쿠라타 히데유키 | 후카자와 마나부                 | 오오이즈미 타케조 | 이카이 카즈유키 고토 노조미 토야 켄토 호리이 노부오 모리카와 유키                                                                                     | 와타나베 케이스케                                                          |               |
| 제6화         | 俺の妹が家に彼氏をつれてくるわけがない (내 여동생이 집에 남친을 데려올 리가 없어)                                                                                         | 쿠라타 히데유키 | 요시다 타카히코                 | 요시다 타카히코   | 사토 미치오 지미 스톤(메루루) | 카와카미 테츠야                                                            |               |
| 제7화         | 俺が後輩と恋人同士になるわけがない (내가 후배와 사귈 리가 없어) | 쿠라타 히데유키 | 하야시 히로키                   | 야마다 히로카즈   | 토쿠다 켄로 | 와타나베 케이스케                                                          |               |
| 제8화         | 俺が後輩とひと夏の思い出を作るわけがない (내가 후배와 여름 한때의 추억을 만들 리가 없어)                                                                                  | 쿠라타 히데유키 | 사이토 테츠히토                 | 우츠노미야 마사키 | 요네자와 마사루 | 이시다 카나                                                                |               |
| 제9화         | 俺の妹がこんなに可愛いわけがない! (내 여동생이 이렇게 귀여울 리가 없어)                                                                                                   | 쿠라타 히데유키 | 타구치 토모히사                 | 니시카타 야스히토 | 셴 홍 나카하라 히사후미 | 카와카미 테츠야                                                            |               |
| 제10화        | 俺の妹がウエディングドレスを着るわけがない (내 여동생이 웨딩드레스를 입을 리가 없어)                                                                                      | 쿠라타 히데유키 | 오이카와 케이                   | 마치타니 슌스케   | 콘도 유지 마츠모토 토모유키 지미 스톤(메루루) 토쿠다 히로타카(자전거)                                                                                 | 와타나베 케이스케                                                          |               |
| 제11화        | 一人暮らしの兄貴の部屋に 妹たちが押しかけるわけがない (오빠 혼자 사는 자취방에 여동생들이 쳐들어올 리가 없어!)                                                            | 쿠라타 히데유키 | 사이토 테츠히토                 | 타카시마 다이스케 | 노다 야스유키 지미 스톤(이펙트) | 이시다 카나                                                                |               |
| 제12화        | マジ天使すぎるあやせたんが 一人暮らしの俺んちに降臨するわけがない (완전 레알 천사 아야세땅이 내 자취방에 강림할 리가 없어!)                                               | 쿠라타 히데유키 | 사이토 테츠히토                 | 야마다 히로카즈   | 사토 미치오 타니가와 료스케 | 카와카미 테츠야                                                            |               |
| 제13화        | 妹が兄に 恋なんてするわけない (여동생이 오빠를 사랑할 리가 없어) | 후시미 츠카사   | 오노 마나부                     | 니시카타 야스히토 | 카마다 히토시 카와카미 테츠야 고토 노조미 사토 미치오 지미 스톤 타니가와 료스케 토야 켄토 나카하라 히사후미 호무라 미노리 호리이 노부오 마츠다 타케시 | 와타나베 케이스케                                                          |               |
| 제14화        | 俺が彼女に告白なんてするわけがない (내가 그 애한테 고백할 리가 없어) | 쿠라타 히데유키 | 사이토 테츠히토                 | 마치타니 슌스케   | 요네자와 마사루 토쿠다 유메노스케 쿠사카베 치즈코 | 이시다 카나 카와카미 테츠야                                                |               |
| 제15화        | 俺の妹がこんなに可愛い (내 여동생이 이렇게 귀엽다) | 쿠라타 히데유키 | 키타하타 토오루                 | 야마다 히로카즈   | 콘도 유지 마츠모토 토모유키 | 와타나베 케이스케                                                          |               |
| 제16화        | 俺の妹がこんなに可愛いわけがない。 (내 여동생이 이렇게 귀여울 리가 없어)                                                                                                  | 쿠라타 히데유키 | 칸베 히로유키                   | 칸베 히로유키     | 사토 미치오 타니가와 료스케 호무라 미노리 요코이 마사시 와타나베 케이스케                                                                             | 카와카미 테츠야                                                            |               |

### 블루레이 디스크, DVD
2010년 12월 22일부터 발매됐고, 각 권 마다 블루레이 완전 생산 한정판, DVD 완전 생산 한정판, DVD 통상판의 3종류가 출시된다.
한정판은 칸자키 히로의 새로운 일러스트 디지팩 사양으로, 채택된 엔딩 테마를 수록한 특전 CD와 함께 원작자인 후시미 츠카사가 감수한, 등장인물에 의한 캐릭터 해설 영상이 수록될 예정이다. 해설 영상은 기존의 다른 작품에 있었던 부가 음성(오디오 코멘터리)으로서 수록되는 것이 아니라, 등장인물들이 거실에서 이 작품의 애니메이션을 보는 동안 마음대로 영상을 멈추거나 되감으면서 여러 코멘트를 넣는다는 설정이다.
한정판의 제1권에는 원작자 신작의 특전 소설이 수록 되었으며, 이는 기존의 쿄우스케 1인칭 시점에서는 알 수 없었던 것을 그리기 위해 키리노의 시점, 쿠로네코의 시점에서 지어진 소설이다.
| 권    | 일본 내 발매일   | 수록 내용                 |
| 제1기 | 제1기            | 제1기                     |
| ----- | ---------------- | ------------------------- |
| 1     | 2010년 12월 22일 | 제1화, 제2화              |
| 2     | 2011년 1월 26일  | 제3화, 제4화              |
| 3     | 2011년 2월 23일  | 제5화, 제6화              |
| 4     | 2011년 4월 6일   | 제7화, 제8화              |
| 5     | 2011년 4월 27일  | 제9화, 제10화             |
| 6     | 2011년 5월 25일  | 제11화, 제12화 GOOD END   |
| 7     | 2011년 6월 22일  | 제12화 TRUE ROUTE, 제13화 |
| 8     | 2011년 7월 27일  | 제14화, 제15화            |
| 제2기 |                  |                           |
| 1     | 2013년 6월 19일  | 제1화, 제2화              |
| 2     | 2013년 7월 24일  | 제3화, 제4화              |
| 3     | 2013년 8월 21일  | 제5화, 제6화              |
| 4     | 2013년 9월 25일  | 제7화, 제8화              |
| 5     | 2013년 10월 23일 | 제9화, 제10화             |
| 6     | 2013년 11월 27일 | 제11화, 제12화            |
| 7     | 2013년 12월 25일 | 제13화, 제14화            |
| 8     | 2014년 1월 22일  | 제15화, 제16화            |

## 캠패인
등장인물인 코우사카 키리노가 일본 18세 선거 캠패인 홍보 모델로 발탁되었다.

## 주해
1. ↑  후에 《네코시스》는 《전격 문고 MAGAZINE》에 연재되는 형태로 부활했으며, 전격 문고에서 단행본을 냈다. #후시미 츠카사의 다른 작품과의 관계 및 《네코시스》에 관련된 내용이 있다.
2. ↑  애니메이션판에서는 이 에피소드 대신, 키리노가 출판한 라이트 노벨의 애니메이션화를 둘러싼 에피소드가 담겨 있다.

## 출전
1. CloseUp NetTube, 2008년 10월 17일.
2. CloseUp NetTube, 2008년 10월 23일.
3. 아키바 Blog, 2008년 12월 5일.
4. 아키바 Blog, 2008년 12월 10일.
5. 아키바 Blog, 2009년 4월 8일.
6. 아키바 Blog, 2009년 4월 10일.
7. 아키바 Blog, 2009년 8월 7일.
8. 아키바 Blog, 2009년 8월 14일.
9. 아키바 Blog, 2010년 1월 7일.
10. 아키바 Blog, 2010년 1월 14일.
11. 아키바 Blog, 2010년 5월 1일.
12. 아키바 Blog, 2010년 5월 7일.
13. 아키바 Blog, 2010년 11월 6일a.
14. 아키바 Blog, 2010년 11월 6일b.
15. 아키바 Blog, 2010년 11월 10일.

## 참고 자료
- 후시미 츠카사 (2009년 10월 10일). 《ねこシス》. 전격 문고 初版판. 아스키 미디어웍스. ISBN 978-4-04-868071-4.
- “付録(1) “まるごと一冊”『俺の妹がこんなに可愛いわけがない』”. 《전격 문고 MAGAZINE Vol.16》 (아스키 미디어웍스) 3 (6). 2010년 11월. JAN 4910163991106, 잡지 16399-11.
- 《전격 G's Festival! Vol.19》 (아스키 미디어웍스) 19 (2). 2010년 12월. JAN 4910164600113, 잡지 16460-01. |제목=이(가) 없거나 비었음 (도움말)

## 같이 보기
- 내 여동생이 이렇게 귀여울 리가 없어의 방영 목록